# 艾迪爾 (伊利諾伊州)
艾迪爾（英語：Ideal）是位於美國伊利諾伊州卡洛爾縣的一個非建制地區。該地的面積和人口皆未知。

## 地理
艾迪爾的座標為41°58′30″N 89°59′17″W / 41.97500°N 89.98806°W，而該地的平均海拔高度為263米（即863英尺）。